# Friis Group
Friis Group A/S er en dansk møbelproducent og elservicevirksomhed med hovedkvarter i Haderslev. Selskabet blev etableret i 2002 og fungerer som holdingselskab for Carsten Friis' virksomheder. 
Selskaberne i Friis Group inkluderer badeværelsesmøbelproducenten Dansani, elservicevirksomheden Delpro, køkkenproducenten Trend Snedkeri og køkkenproducenten Boform. I 2023 havde de 484 ansatte og omsatte for 809 mio. kroner.